# تعليق صوتي

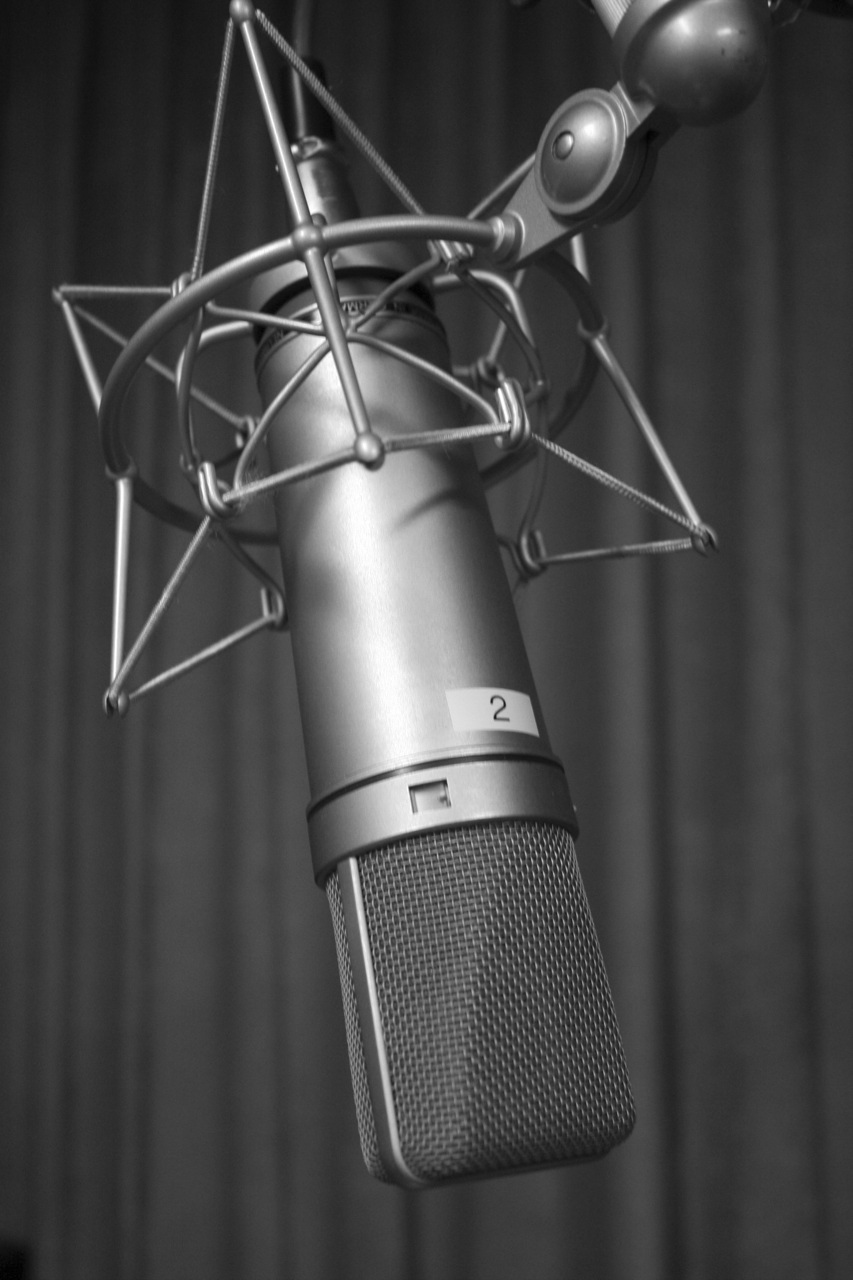
ميكروفون نيومان U87 احترافى من نوع ميكروفون المكثف للأغراض الأذاعية

التعليق الصوتي (بالإنجليزية: Voice-over)‏ (ويعرف أيضًا باسم التعليق بعيدًا عن الكاميرا أو بعيدًا عن المسرح) هو أسلوب روائي يستخدم صوت (ليس جزءًا من السرد أو القصة) في الإذاعة والإنتاج التلفزيوني، وصناعة الأفلام، والمسرح، وكرة القدم، أو العروض الأخرى.
عادة ما يقرأ التعليق الصوتي من خلال نص مكتوب مسبقًا، ويمكن أن يقرأه شخص يظهر في أي مكان آخر غير مكان الحدث، أو من خلال شخص لديهِ موهبة الأداء الصوتي، ويمكن أيضًا أن يعلق المذيع بصورة مباشرة علي العروض الحية المباشرة كمبارة كرة القدم أو تقديم جوائز، ولكن عادة ما يسجل الصوت والتعليق الصوتي مسبقًا ويوضع على الفيلم أو العرض المطلوب، وعادة ما يحدث ذلك في الأفلام الوثائقية، أو التقارير الإخبارية لشرح المعلومات، وكذلك يستخدم التعليق الصوتي في ألعاب الفيديو وفي رسائل الانتظار الالكترونية، وكذلك الإعلانات والمعلومات في المناسبات والأماكن السياحية.

## مهارة التعليق الصوتي
التعليق الصوتي عادة ما يحتاج لمهارات خاصة، تكتسب بالخبرة في تدريب الحبال الصوتية، ومن أجل ذلك يستخدم العديد من المعلقين أنواع متنوعة من المأكولات على شكل وجبات خفيفة خاصة قبل البدئ في العمل وهو التعليق الصوتي الذي يلقى في استوديو خاص بهذا العمل، من بين هذه الوجبات الخفيفة بضع أنواع من الفواكه التي من شأنها التقليل من الأصوات المزعجة التي يخرجها الصوت أثناء التحدث أمام اللاقطة أو قراءة مقال أو الدخول في حوار مع ضيف الحلقة داخل الأستوديو مما يسبب غالباً الإزعاج والخجل، لذلك يحاول كافة المعلقين تجنب الأكلات الثقيلة التي تؤثر على عملية الهضم في المعدة، وذلك لتفادي الأصوات الغريبة التي تصدر عند الكلام بدون الشعور أمام الميكروفون.

## أجهزة وأدوات مستخدمة في التعليق الصوتي
تسجل برامج أكثر المحترفين في مجال التعليق الصوتي في الأستوديوهات لتوفرها على معظم الإمكانيات تقريباً التي تستخدم في التعليق الصوتي والتي من بينها الآتي:
- المايكروفون: جهاز تسجيل من طراز معين يوضع أمام فم المعلق الصوتي أو المنشد أو مقدم البرنامج لإلقاء مادته صوتياً، وذلك حسب اللغة المستخدمة وخامة الصوت المستخدم والتي يجب أن تتوافق مع سياق المشروع.
- الفلاتر: أداة دائرية أو مستطيلة الشكل تشبه شبكة بعيون صغيرة جداً إلى حد ما، توضع بين الميكروفون وفم المعلق الصوتي، الهدف الأساسي منها هو كبح الأصوات المزعجة الصادرة عن الفم أثناء الكلام ومنها التي تخرج خلال التفريط في نطق حرف السين والفاء غالباً.
- حامل الأوراق: أداة مربعة الشكل توضع على حامل، تكون إما بيمين المعلق أو يساره، الهدف منها هو تثبيت الأوراق أو الكتاب الذي يتكلم المذيغ عن محتوى مادته، والذي سيلقى صوتياً.
- سماعات الأذن: تستخدم غالباً من قبل المنشدين والمعلقين الرياضيين وذلك لسماع أصوات في الخلفية أو أصوات من يشرفون على العمل داخل الأستوديو.
- بطاقات الصوت: هي آلات متعددة الجودة تعمل على تحويل الأصوات من حالة إلى أخرى والتلاعب بالصوت الذي يكون مصدره هو اللاقطة والهدف هو الحاسوب ليعالج الصوت آلياً.
- مكبرات الصوت: آلات تقوم بتكبير الأصوات المسموعة التي تنطلق من الميكروفونات.
- حواسيب متخصصة في معالجة الصوت
- برامج حاسوبية لهندسة الصوت: برامج مبرمجة خصيصاً لمعالجة وهندسة وتحرير وتحويل الأصوات المسجلة سواءاً أكانت بشرية أو آلية.
- كراسي لموزعي الأصوات، أدوات تنضاف للمكاتب ودورها هو إضفاء نسق من الراحة للعاملين على مشاريعهم في الأستوديو.
- انارات معتدلة واكسسوارات من مكيفات الهواء ونحوها.
- أشخاص متخصصين في مجال الهندسة الصوتية: هم أشخاص يعملون لصالح الأستوديو سواءاً أكانت شركة أو أفراداً، مقابل أجور تتناسب مع أدوارهم ومهماتهم، ويكون هؤلاء الأشخاص ملمين بما يتعلق بالتوزيع الموسيقي والهندسة الصوتية ككل.
- المعلق الصوتي: وهو الشخص الذي لديه دراية بمجال التعليق ولديه خامة صوت ممتازة أو خامات متعددة يستطيع استخدامها بذكاء ومرونة وفي الوقت المناسب.
- منصات العمل الحر: هي منصات متخصصة في العمل الحر في مجال التعليق الصوتي وتعبر أهم هذه المنصات هي منصة سونديلز للتعليق الصوتي.

## أنواع التعليق الصوتي
- التعليق الرياضي
- التعليق الإخباري
- التعليق الوثائقي